# Ngabeyan (Kartasura)
Ngabeyan is een bestuurslaag in het regentschap Sukoharjo van de provincie Midden-Java, Indonesië. Ngabeyan telt 5445 inwoners (volkstelling 2010).